# Барон Радоннелл
Барон Радоннелл из Радоннелла в графстве Донегал (англ. Baron Rathdonnell) — наследственный титул в системе Пэрства Ирландии. Он был создан 21 декабря 1868 года для Джона Мак-Клинтока (1798—1879) с правом наследования для сыновей его погибшего младшего брата, капитана Уильяма Мак-Клинтока-Банбери (1800—1866). Джон Мак-Клинток был депутатом Палаты общин от графства Лаут (1857—1859) и служил лордом-лейтенантом графства Лаут (1867—1879). Титул барона Радоннелла был последним баронским титулом, созданным в системе Пэрства Ирландии. Лорду Радоннеллу наследовал его племянник, Томас Кейн Мак-Клинток-Банбери, 2-й барон Радоннелл (1848—1929). Он заседал в Палате лордов Великобритании в качестве ирландского пэра-представителя с 1889 по 1929 год, а также служил лордом-лейтенантом графства Карлоу (1890—1929). 
По состоянию на 2025 год носителем титула являлся праправнук 2-го барона, Уильям Леопольд Мак-Клинток-Банбери, 6-й барон Радоннелл (род. 1966), который сменил своего отца в 2025 году.
Арктический исследователь, адмирал сэр Фрэнсис Леопольд Мак-Клинток (1819—1907), был старшим сыном Генри Мак-Клинтока (1783—1843) и племянником 1-го барона Радоннелла.
Семейная резиденция — Lisnavagh House, в окрестностях Ратвилли в графстве Карлоу (Ирландия).

## Бароны Радоннелл (1868)
- 1868—1879: Джон Мак-Клинток, 1-й барон Радоннелл[англ.] (1798—1879), старший сын Джона Мак-Клинтока (1770—1855) от первого брака с Джейн Банбери (1779—1801);
- 1879—1929: Томас Кейн Мак-Клинток-Банбери, 2-й барон Радоннелл (29 ноября 1848 — 22 мая 1929), старший сын капитана Уильяма Мак-Клинтока-Банбери[англ.] (1800—1866), племянник предыдущего;
- 1929—1937: Томас Леопольд Мак-Клинток-Банбери, 3-й барон Радоннелл (3 февраля 1881 — 28 сентября 1937), второй сын предыдущего;
- 1937—1959: Уильям Роберт Мак-Клинток-Банбери, 4-й барон Радоннелл (23 ноября 1914 — 13 октября 1959), единственный сын предыдущего;
- 1959—2025: Томас Бенджамин Мак-Клинток-Банбери, 5-й барон Радоннелл (17 сентября 1938 — 28 февраля 2025), единственный сын предыдущего;
- 2025 — настоящее время: Уильям Леопольд Мак-Клинток-Банбери, 6-й барон Радоннелл (род. 6 июля 1966), старший сын предыдущего;
  - Наследник титула: достопочтенный Томас Энтони Мак-Клинток-Банбери (род. 24 апреля 2011), единственный сын предыдущего.